# Irish League 1906/1907
Sedmnáctý ročník Irish League (1. irské fotbalové ligy) se konal za účasti osmy klubů. Titul získal již po osmé ve své klubové historii, klub Linfield FC.